# Passo della Mezzaluna
Il passo della Mezzaluna (1.452 m s.l.m.) è un valico delle Alpi liguri situato in provincia di Imperia. Collega Rezzo con Molini di Triora.

## Descrizione
Il colle si trova tra i bacini del torrente Argentina e della Giara di Rezzo (entrambi tributari del Mar Ligure). Si apre tra il Carmo di Brocchi (a sud) e la Cima di Donzella (1.635 m s.l.m., a nord), uno dei modesti rilievi che precedono il Monte Monega. Si tratta di un'ampia sella prativa sulla quale convergono varie mulattiere e piste forestali provenienti dai vicini valichi (Passo della Teglia, Passo Pian del Latte), da Andagna (Molini di Triora) e dalla vallata di Rezzo.

## Storia
Non lontano dal Passo della Mezzaluna sono stati rinvenute le rovine di un insediamento pastorale protostorico; il valico sarebbe stato più tardi utilizzato dai saraceni come base dalla quale partivano le loro razzie verso il Piemonte meridionale. 
Per il passo transitava la via Marenca, una antica via di collegamento tra la Riviera di Ponente e l'entroterra ligure. Il sentiero che oggi ripropone l'antico itinerario raggiunge il Passo di Mezzaluna provenendo dal Passo della Teglia e prosegue verso l'interno in direzione del Monte Monega.

## Escursionismo

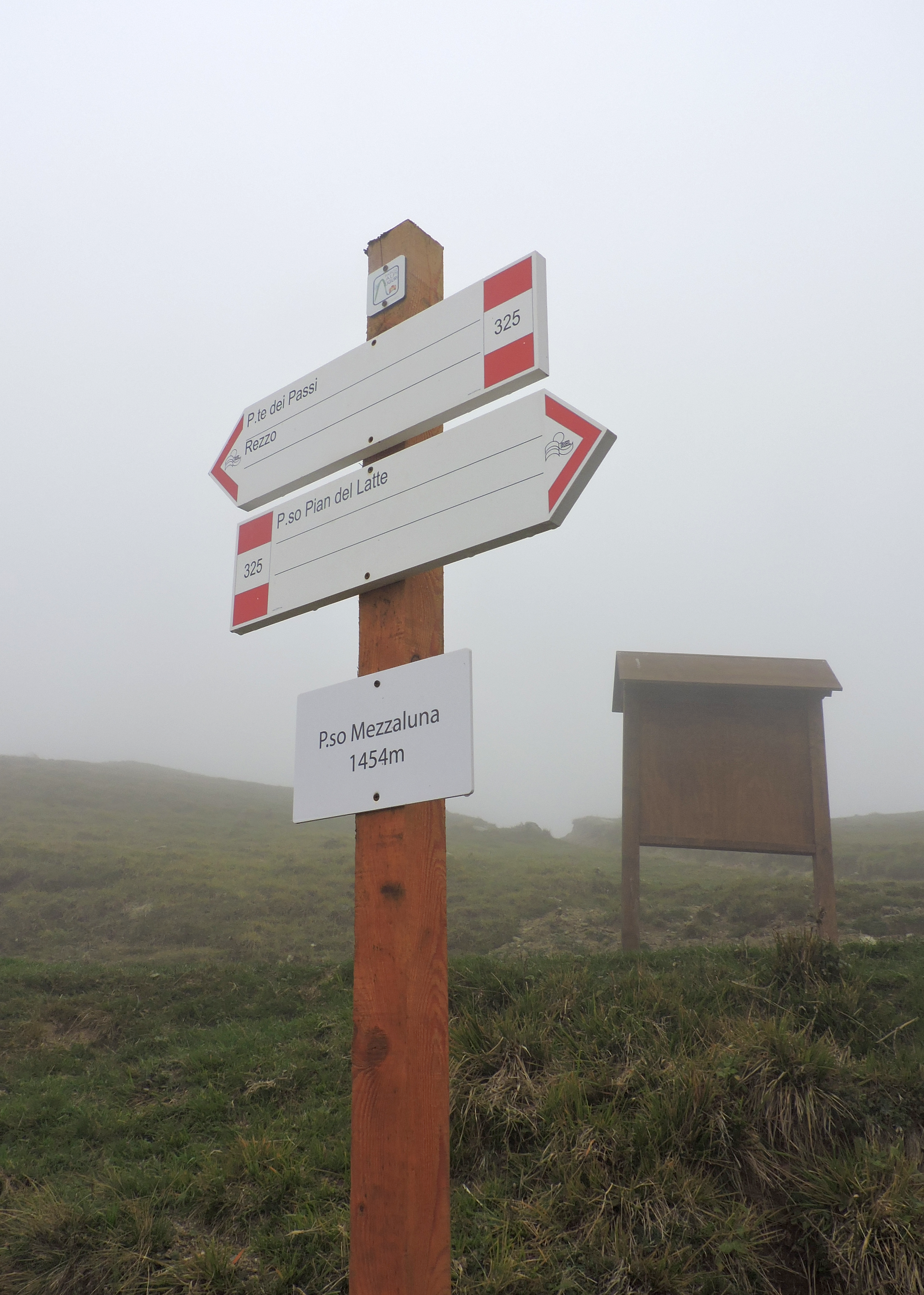
Palina con segnalazioni escursionistiche sul colle

Oltre che sulla sopra citata via Marenca il Passo della Mezzaluna è compreso in vari itinerari escursionistici a piedi o in mountain bike, ad esempio con partenza de Rezzo e arrivo sul Monte Monega o anche, durante la stagione invernale, con le racchette da neve. Partendo dal passo si può raggiungere in breve il vicino Carmo di Brocchi.

## Nella letteratura
(Il sentiero dei nidi di ragno, Italo Calvino)
Il valico viene citato da Italo Calvino ne Il sentiero dei nidi di ragno; il protagonista Pin vi arriva di notte, in un clima freddo e nebbioso, dopo una marcia grazie alla quale il gruppo di partigiani del quale fa parte evita l'accerchiamento nemico.

## Tutela naturalistica
Il versante tributario della Giara di Rezzo fa parte del Parco naturale regionale delle Alpi Liguri.

## Cartografia
- Cartografia ufficiale italiana in scala 1:25.000 e 1:100.000, Istituto Geografico Militare.
- Carta dei sentieri e stradale scala 1:25.000 n. 19 Alta Val Tanaro, Alta Valle Arroscia, Alta Valle Argentina, Ciriè, Fraternali editore.